# Andrei Trofimowitsch Stutschenko
Andrei Trofimowitsch Stutschenko (russisch: Андрей Трофимович Стученко; * 17. Oktoberjul. / 30. Oktober 1904greg. in Kiew; † 18. November 1972 in Moskau) war ein sowjetischer Offizier, zuletzt im Range eines Armeegenerals (Beförderung am 13. April 1964).

## Leben
Bereits 1919 versuchte Stutschenko unter Verheimlichung seines tatsächlichen Alters, in die Rote Armee einzutreten, was ihm auch gelang. Er erkrankte jedoch an Typhus und musste lange Zeit behandelt werden.

### Frühe Militärkarriere
Ab 1920 diente er im aktiven Militärdienst in der „Arbeiterarmee“ zur Unterstützung der Volkswirtschaft. Erst im April 1921 kam er zu seinen ersten Kampfeinsätzen, bereits im September 1921 wurde er wegen Krankheit wieder entlassen.
Ab dem Juli 1922 diente er erneut in der Roten Armee und wurde im Dezember 1930 zum Kommandeur der Maschinengewehrschützen des 31. Kavallerieregiments ernannt, im Juli 1933 zum Stv. Chef des Stabes der 6. Kavalleriedivision befördert und schließlich im Oktober 1935 zum Chef des Stabes des 94. Kavallerieregiments.
Im Juni 1936 begann er sein Studium an der Frunse-Akademie. Nach Abschluss wurde er im Januar 1939 zum Chef des Stabes des 3. Kavalleriekorps mit Kommandantur in Minsk ernannt. Noch im selben Jahr wurde er zum stv. Inspekteur der Kavallerie der Fernöstlichen Frontgruppe ernannt, kurz darauf zum Inspekteur der Kavallerie der Fernöstlichen Frontgruppe befördert und nahm als solche an der Schlacht am Chalchin Gol im Rahmen des Sowjetisch-Japanischen Grenzkonfliktes teil.
Im Juli 1940 noch zum Leitenden Assistenten des Chefs der Fernöstlichen Frontgruppe befördert, wurde er bereits im Oktober 1940 zu den Luftstreitkräften versetzt und nahm weisungsgemäß sein Studium an einer Militärakademie der Luftwaffe auf.

### Im Vaterländischen Krieg
Sein Studium wurde aufgrund des ausgebrochenen Deutsch-Sowjetischen Kriegs abgebrochen, am 6. Juli wurde er zum Kommandeur des 58. Kavallerieregiments ernannt (45. Kavalleriedivision, 19. Armee West). In dieser Position nahm er an der Schlacht von Smolensk teil und wurde im September 1941 zum Kommandeur der 45. Kavalleriedivision befördert. Während der Doppelschlacht bei Wjasma und Brjansk im Oktober 1941 wurde seine Division fast vollständig zerstört, Stutschenko entkam dem Kessel mit einer Gruppe von 50 Mann.
Nachdem er nach dieser Niederlage auf einen Reserveposten versetzt worden war, wurde er im Januar 1942 zum Kommandeur des 47. Kavallerieregiments der 3. Garde-Kavalleriedivision ernannt und im Februar 1942 wieder zum Divisionskommandeur befördert (20. Kavalleriedivision/2. Garde-Kavalleriekorps). Im April 1942 wurde er zunächst zum Kommandeur des 11. Garde-Kavallerieregiments (4. Garde-Kavalleriedivision) ernannt und ab Mai 1942 als Kommandeur der 4. Garde-Kavalleriedivision eingesetzt.
Im August 1942 wurde er als Kommandeur zur 108. Schützen-Division (5. Armee/Westfront) versetzt, im Dezember 1942 zur 29. Garde-Schützen-Division. Mit dieser Division nahm er bis August 1944 an verschiedenen Schlachten teil. Von August 1944 bis zum Kriegsende befehligte er im Rahmen der 10. Garde-Armee das 19. Garde-Schützenkorps. Sein Korps nahm an der Baltischen Operation und der Rigaer Operation teil. Während der Blockade des Kurland-Kessels wurde er von Januar bis April 1945 im Kommando durch Generalleutnant Iwan Wladimirowitsch Gribow vertreten.
An der Moskauer Siegesparade am 24. Juni 1945 nahm er als Kommandeur der teilnehmenden Truppen (sog. „kombiniertes Regiment“, gebildet aus fünf Bataillonen) der Leningrader Front teil.

### Nachkriegszeit
Im September 1947 wurde er zum Kommandeur des 56. Schützenkorps (Militärbezirk Fernost) und im November 1950 zum Kommandeur des 123. Schützenkorps (Primorsker Militärbezirk) ernannt. Im September 1951 besuchte er höhere Führungskurse an der Woroschilow-Kriegsakademie, worauf er im Dezember 1952 in das Amt des stellvertretenden Kommandanten der 11. Garde-Armee berufen wurde. Von September 1953 an hatte er den Posten des Kommandanten des 2. Garde-Schützenkorps. Seit Juli 1954 war er dann Kommandeur der 6. kombinierten Armee im Militärbezirk Nord. Seit November 1955 war erster stellvertretender Kommandant und seit Januar 1956 – Kommandant der Truppen des Nördlichen Militärbezirks (Hauptquartier in Murmansk). Seit April 1960 war er Kommandant der Truppen des Militärbezirks Wolga und im Juni 1961 wurde er Kommandant des Transkaukasischen Militärbezirks. Seit April 1968 war er Leiter der Frunse Militärakademie und seit März 1969 Beirat bei der allgemeinen Inspektoren-Gruppe des Verteidigungsministeriums. Stuchenko starb 1972 in Moskau und wurde auf dem Nowodewitschi-Friedhof beigesetzt.

## Dienstgrade
- Hauptmann (28. Dezember 1935)
- Major (29. Februar 1938)
- Oberstleutnant (28. April 1940)
- Oberst (2. Oktober 1942)
- Generalmajor (29. Januar 1943)
- Generalleutnant (11. Juli 1945)
- Generaloberst (8. August 1955)
- Armeegeneral (13. April 1964)

## Trivia
Während seiner Zeit als Kommandeur der 29. Gardedivision protegierte er den Kompaniekommandanten Iwan Moissejewitsch Tretjak, der als undiszipliniert galt. Trietjak wurde später Armeegeneral und Held der Sowjetunion.
Seine Memoiren „Unser beneidenswertes Schicksal“ (1964) enthalten viele kuriose Details über das Leben in der Armee, über Kampfhandlungen und eine ziemlich scharfe Beurteilung der Handlungen einiger berühmter Kommandeure während des Krieges. Deshalb wurden sie nach Abverkauf der 2. Auflage aus dem Jahr 1968 nicht neu aufgelegt.

## Auszeichnungen
- Zwei Leninorden (6. Mai 1946; 29. Oktober 1964)
- Vier Rotbannerorden (4. März 1943; 3. November 1944; 15. November 1950; 6. Oktober 1968)
- Suworow-Orden, 2. Klasse (30. Juli 1944)
- Kutusoworden, 2. Klasse (28. September 1943)
- Orden des Vaterländischen Krieges, 1. Klasse (29. Juni 1945)
- dreifache Erwähnung durch Stalin in den „Befehlen des Obersten Befehlshabers“